# Front Mission 2
Front Mission 2, також відома в Японії як Front Mission Second (яп. フロントミッション セカンド Фуронто Мішшьон Секандо) — це тактична рольова гра для консолі Sony PlayStation, що була розроблена компанією G-Craft та видана компанією Square. Дата релізу в Японії — 25 вересня 1997 року. Front Mission 2 є другою основною і третьою загалом частиною у серії Front Mission. Як й інші частини, гра входить до загального серіалізованого сюжету, який оповідає історії різноманітних персонажів, їх труднощах і боротьбі за участю гігантських роботів під назвою ванзери. Гра була добре прийнята критиками та фанатами і увійшла до колекції «Ultimate Hits» компанії Square Enix у 2005 році. У 2022 році було анонсовано рімейк для Nintendo Switch під назвою Front Mission 2: Remake, реліз якого заплановано на 2023 рік.

## Ігровий процес
У Front Mission 2 використовуються 3D-моделі та камера, що рухається.
Front Mission 2 розширює механіки, представлені в першій Front Mission. Відеогра розвивається лінійно, включаючи етапи: спостереження за подіями в кат-сценах, виконання місій, налаштування ванзерів у перервах та вирушення на наступні місії. Гравець подорожує по локаціях, розташованих на карті світу в режимі point-and-click. У міру проходження сюжету на карті світу відкриваються нові локації. Міста виступають як пункти відпочинку, де гравець може організувати й налаштувати свої підрозділи для майбутніх місій. Бойові зони — це місця, де відбуваються місії, які після їх завершення стають недоступними. Новим елементом проходження в Front Mission 2 є чергування сценаріїв між трьома головними героями. Після досягнення певного моменту гри управління переходить до іншої групи персонажів на наступні кілька місій. Ближче до кульмінації всі три сценарії зливаються в один, що іде аж до закінчення Front Mission 2.
Місії Front Mission 2 є традиційними для тактичних рольових ігор, починаючи від знищення всіх ворожих цілей і закінчуючи захистом певного об'єкта союзників. У Front Mission 2 з'явився ряд нових елементів, які використовуються під час ігрового процесу. Очки дії або ОД (англ. Action Points, AP) — це елемент, який визначає, скільки дій можна зробити кожним окремим юнітом. Такі дії, як переміщення і атака, вимагають певної кількості ОД для використання. В кінці повного ходу, який складається з однієї фази гравця і фази ворога, встановлена кількість очок поповнюється. Кількість ОД і вартість поповнення збільшується у міру того, як пілоти підвищують рівень майстерності, знищуючи ворожі цілі. Елемент «Очок дії» пов'язаний з іншим елементом, відомим як «Честь» (англ. Honor). Переміщення, коли союзні підрозділи знаходяться поблизу, може призвести до переваг, таких як збільшення кількості ОД або підвищення точності стрільби. І навпаки, оточення ворожими юнітами призведе до обмежень, таких як зменшення здатності ухилятися або заряду ОД. Пілот ванзеру, що знищує ворожі цілі, має можливість здобути Очки честі (англ. Honor Points).
Коли буде накопичено достатню кількість Очок честі, вищезгаданий пілот отримує змогу вивчити здібності, які надають певні переваги прилеглим союзникам або завдають шкоди прилеглим ворожим підрозділам; однією з таких здібностей є «Зв'язки» (англ. Links). Зв'язки — це унікальна здібність, що дозволяє декільком юнітам надавати оборонну підтримку один одному під час боїв у фазі противника. До двох юнітів можуть бути з'єднані разом, щоб сформувати один «зв'язок». Під час з'єднаних дій можна використовувати тільки зброю ближнього бою та зброю малої дальності. Поки з'єднані юніти знаходяться в радіусі восьми квадратів один від одного, вони можуть брати участь у спільних боях. Окрім того, ціль ворожого підрозділу повністю захищена від атаки; під час з'єднаного бою під удар потрапляє не ворожий підрозділ, а підрозділ, з яким він з'єднаний. Інші нові елементи гри включають броньоване покриття та обхід з флангу. Броньоване покриття дозволяє юніту протистояти певним типам атак, в той час, як обхід з флангу покращує шанси юніта на ураження цілі противника.
Окрім місій, у Front Mission 2 є кілька елементів, що повертаються з першої Front Mission, але розширюються у порівнянні з нею. Так, повертається режим «Арена» (англ. Arena), який дозволяє гравцям битися проти штучного інтелекту або проти іншого гравця за грошову винагороду. Новим доповненням до Арени є командні матчі, в яких гравець може виставити більше одного ванзера для битви з командою суперника. Брифінги також збереглися, але тепер працюють по-іншому. Замість того, щоб надавати основну інформацію про ворога, брифінги дозволяють гравцеві переглядати карти бою — можна побачити розташування ворога, союзних юнітів та стартових позицій гравця. Крім повернення елементів з попередньої частини, Front Mission 2 також вводить новий елемент — псевдо-Інтернет, який дозволяє гравцеві краще зрозуміти світ гри за допомогою різноманітних вебсайтів і вебсторінок.

## Сюжет
Події гри відбуваються через 12 років після Front Mission 1st в червні 2102 року в державі Алордеш (сучасний Бангладеш), що є членом Кооперативного союзу Океанії (КСО) (англ. Oceania Cooperative Union, OCU). Утворення КСО на початку 21 століття стає підґрунтям до швидкої індустріалізації країн, що розвиваються, таких як Бангладеш. Під час 1-го Хаффманського конфлікту в 2070 році економіка Бангладеш стрімко зростає завдяки великій кількості воєнних заводів в країні. Згодом, з втратою іноземних інвестицій та виведенням кількох підприємств у 2080 році, економічний бум починає сповільнюватися. Через п'ять років КСО пропонує надати Бангладеш зовнішню допомогу за умови приєднання до союзу. Як наслідок економіка Бангладеш ненадовго відроджується під час 2-го Хаффманського конфлікту. Проте після війни у Бангладеш починають зростати настрої проти КСО, які призводять до того, що країна перейменовується в «Народну Республіку Алордеш». Чотири роки потому військові Алордеш здійснюють державний переворот. Хоча переворот провалюється, він ще більше збільшує підтримку руху проти КСО та призводить до другого перевороту в 2102 році.

### Зміст сюжету
Сюжет Front Mission 2 розгортається навколо трьох осіб з Кооперативного союзу Океанії — капрала Еша Фарука, капітана Томаса Норланда та розвідниці Лізи Стенлі. 12 червня 2102 року Збройні сили Алордеш скидають уряд, що підтримує КСО, і згодом проголошують незалежність від союзу. Завдяки добре зрежисованому плану війська Аладдеш розбивають місцеві гарнізони КСО на їхніх військових базах в країні. У розпал хаосу Еш Фарук і члени загону «Багнисті видри» (англ. Muddy Otters) намагаються втекти з країни. По дорозі вони натрапляють на вцілілих бійців КСО на чолі з Томасом Норландом з загону «Мляві олені» (англ. Dull Stags). Томас приводить вцілілих до маєтку Сарібаша Лабри, генерального директора транспортного підприємства «Бурґ Транспортейшн». Сарібаш пропонує допомогти їм втекти до моря — єдиної частини Алордеш, яка не контролюється силами державного перевороту. Коли вцілілі прямують до моря, в країні висаджується полк КСО. Розвідниця Ліза Стенлі очолює невеликий загін, який має звільнити військовополонених і дослідити пересування сил державного перевороту.
Перехопивши транспортний гелікоптер, вона дізнається про ізолятор, у якому утримуються військовополонені КСО. Лізі вдається звільнити їх та розпочати підготовку до операції з визволення урядовців Алордеш у місті Дака, де зрештою спалахують великі бої. Операція завершується успішно завдяки допомозі Томаса і його підлеглих, що вирішили залишитися в країні й боротися з силами перевороту. Тим часом на борту авіаносця КСО «Монто» Еш стикається з офіцером Центрального розвідувального управління КСО. Він неохоче погоджується повернутися в країну, коли офіцер Пайк Райшауер розповідає йому, що деякі з його колег з «Багнистих видр» все ще живі. Після повернення в Алордеш їх переслідує лідер державного перевороту Вен Макардж. Зв'язок між переслідуванням Вена, спробами визволення КСО та участю «Бург Транспортейшн» у війні врешті-решт встановлюється, коли з'ясовується, що сили перевороту отримують підтримку від невідомої третьої сторони та володіють пристроєм під кодовою назвою «FENRIR».

## Розробка
Front Mission 2 була розроблена компанією G-Craft, яка створила і займалася розробкою оригінальної Front Mission. Режисером виступив творець серії Тосіро Цучіда. Розробка Front Mission 2 йшла паралельно з розробкою спін-оффу під назвою Front Mission Alternative. Під час виробництва до Цучіди звернулася компанія Square, яка хотіла викупити G-Craft і включити її до свого складу. Угода була укладена в середині процесу розробки, і G-Craft перейменували в Square's Development Division 6, що зробило Front Mission 2 останньою грою, випущеною під брендом G-Craft. У той час як попередня гра була розроблена для Super Famicom, видавництво Square вирішило перенести виробництво всіх основних ігор з консолей Nintendo на ігрову приставку PlayStation, що на той момент знаходилась у стадії створення.

### Саундтрек
Композиторкою саундтреку до Front Mission 2 стала Норіко Мацуеда, яка також написала музику до оригінальної Front Mission. Саундтрек Front Mission 2 під назвою «Front Mission 2 Original Soundtrack» був випущений компанією DigiCube 21 вересня 1997 року на одному 43-трековому диску.

## Реліз
За словами менеджера зі зв'язків з громадськістю серії Коічіро Сакамото, гра ніколи не виходила за межами Японії через наявність сцен та лексики, які в Північній Америці вважалися б недоречними.
Front Mission 2 мала фінансовий успіх, а також була схвально оцінена критиками у Японії. Гра була продана накладом у 496 200 копій, що зробило її 18-ю найбільш продаваною грою 1997 року. У травні 1998 року вона отримала «Золотий приз» від компанії Sony, що свідчить про продажі понад 500 000 одиниць в Японії.
Пізніше гра також була перевидана разом з Front Mission та Front Mission 3 як частина збірки Front Mission History. Ця версія включала опцію «Швидкий бій», яка дозволяє гравцям просуватися по сюжету гри у швидшому темпі. Вона була випущена в сервісі PlayStation Network 24 грудня 2008 року.

## Оцінки й відгуки
| Видання    | Оцінка |
| ---------- | ------ |
| Consoles + | 86/100 |
| Famitsu    | 32/40  |
| GameSpot   | 8.6/10 |

Журнал Famitsu оцінив гру в 32 бали з 40 після її виходу. Журнал обрав її як 63-тю найкращу гру на оригінальній консолі PlayStation. На момент перевидання Front Mission 2 під лінійкою Ultimate Hits 5 жовтня 2006 року в Японії було продано понад 510 000 копій гри.

Front Mission 2 критикували за тривалий час завантаження, що особливо було помітно під час місій. Виправлення цього технічного недоліку було додано у версію гри Ultimate Hits, яка дає можливість пропускати сцени боїв.